# کالاندر
کالاندر (به انگلیسی: Callander) یک شهرک در اسکاتلند است که در استیرلینگ واقع شده‌است. کالاندر ۲٬۷۵۴ نفر جمعیت دارد.